# フッ化ガリウム(III)
フッ化ガリウム(III)(Gallium(III) fluoride)は、化学式GaF3の化合物である。白色の固体で1000℃以上で融解するが、約950℃で昇華する。ガリウム原子が6配位するフッ化鉄(III)型の構造を持つ。GaF3は、フッ素分子またはフッ化水素と酸化ガリウム(III)の反応あるいは(NH4)3GaF6の熱分解により生成する。水にはほぼ溶けない。GaF3のフッ化水素溶液が蒸発すると三水和物GaF3·3H2Oが形成され、加熱すると水和物型のGaF2(OH)となる。無機酸と反応するとフッ化水素を形成する。
|        |         |          |         |
| 軸方向 | c軸方向 | Gaの配位 | Fの配位 |

## 関連文献
- Barrière, A.S.; Couturier, G.; Gevers, G.; Guégan, H.; Seguelond, T.; Thabti, A.; Bertault, D. (1989). “Preparation and characterization of gallium(III) fluoride thin films”. Thin Solid Films 173 (2):  243. doi:10.1016/0040-6090(89)90140-5.